# Сіґурд Свенссон
Сіґурд Свенссон (швед. Sigurd Svensson, 27 вересня 1912 — 13 січня 1969) — шведський вершник.
Срібний призер Олімпійських Ігор 1948 року в командному триборстві.